# Коїдзумі Дзюнітіро

Передача японського військового прапора на зустрічі президента Віктора Ющенка з прем'єром Коїдзумі Дзюнітіро

Дзюніті́ро Коїдзу́мі (яп. 小泉 純一郎; Дзюнічіро Коїздзумі нар. 8 січня 1942, префектура Канаґава, Японська імперія) — 89-й прем'єр-міністр Японії, голова Ліберально-демократичної партії Японії з 2001 до 2006 року.

## Життєпис
Був досить популярним політиком. В 2005 ЛДП під його керівництвом одержала значну парламентську більшість. У внутрішній політиці прихильник реформ, зменшення урядового боргу і приватизації поштової служби. Зовнішня політика при ньому ознаменувалася погіршенням відносин з Китаєм, Південною Кореєю і Росією. Незважаючи на протести з боку країн, окупованих Японією в період Другої світової війни, неодноразово демонстративно відвідував відоме синтоїстське Святилище Ясукуні, на території якого вшановуються загиблі в ході воєн 19—20 століття японські солдати і військові діячі, включаючи «військових злочинців» страчених Токійським трибуналом у 1946 році. Неодноразово вимагав повернення островів Курильської гряди, що зараз контролюються Росією. Активно пропагував відправку японського контингенту до Іраку.
Виступав за зміну Конституції Японії з метою затвердити спадкоємство імператорського трону по жіночій лінії.
26 вересня 2006 передав головування в партії і посаду прем'єра своєму наступнику, держсекретарю, Абе Сіндзо.